# Altesse (cépage)
Pour les articles homonymes, voir Altesse.
L'altesse B est un cépage français blanc, principalement présent dans le vignoble de Savoie.

## Origine

### Historique
Certaines légendes font provenir l'altesse de Chypre. Un duc de Savoie aurait rapporté ce cépage à vin blanc en rentrant de l'empire romain d'Orient où il était allé guerroyer pour aider son cousin l'empereur Paléologue,
Louis Levadoux, ampélographe, a inclus l'altesse dans la famille des Sérines. Elle serait donc originaire du sud-est de la France et aurait pour prestigieuse famille la syrah, la mondeuse, le viognier, la marsanne ou la roussanne.

### Aire géographique
En France, ce cépage est surtout présent en Savoie, un peu dans l'Ain et l'Isère. En Savoie, il est appelé Roussette. Il est à nouveau planté, passant de 129 ha en 1979 à 190 ha en 1994, après avoir connu un déclin dans les années 1960-70.
Elle est aussi présente en Suisse romande, confirmant probablement son origine savoyarde.

### Synonymie
L'altesse est aussi connu sous les noms d'arbane, fusette d'Ambérieu, fusette de Montagnieu, roussette, roussette de Montagnieu, roussette haute.

## Caractères ampélographiques
- Bourgeonnement cotonneux.
- Jeunes feuilles très bronzées.
- Feuilles adultes petites, trilobées, sinus pétiolaire ouvert en U, des dents longues à côtés convexes, un limbe involuté.
- Grappes de petite à moyenne taille, baies petites de forme arrondie.

## Aptitudes

### Culturales
Ce cépage peut se conduire selon le terroir en taille courte (gobelet, cordon de Royat) ou en taille longue (Guyot). Ses terrains de prédilection sont les éboulis argilo-calcaires ou caillouteux et en bonne exposition (critère particulièrement important pour un cépage de climat montagneux).

### Sensibilité aux maladies
C'est un cépage délicat très sensible au mildiou, à l'excoriose, aux acariens et à l'oïdium. Il craint également la pourriture grise à l'approche des vendanges. 

### Technologiques
C'est un cépage au potentiel intéressant. Il donne des vins généreux, corsés, riches en arôme, fins et aptes au vieillissement.

## Diversité génétique
Les prospections dans les vieilles vignes de Savoie ont conduit à la création d'une collection de clones. Parmi eux, trois ont été homologués.